# Robot & Frank
Robot & Frank är en amerikansk science fiction-film/dramakomedifilm från 2012 i regi av Jake Schreier, från ett manus skrivet av Christopher Ford. Filmen, vars första premiärvisning var på Sundance Film Festival den 20 januari 2012, hade biopremiär i USA den 24 augusti 2012, för att sedan ha premiär i Sverige den 2 november samma år. De större huvudrollerna i filmen spelas av Frank Langella, James Marsden, Liv Tyler, och Susan Sarandon.

## Rollista (i urval)
- Frank Langella – Frank Weld
- Susan Sarandon – Jennifer
- Rachael Ma – Roboten
  - Peter Sarsgaard – Robotens röst
- James Marsden – Hunter Weld
- Liv Tyler – Madison Weld
- Jeremy Strong – Jake
- Jeremy Sisto – Sheriff Rowlings
- Katherine Waterston – Butikstjej
- Ana Gasteyer – Butikskvinna
- Joshua Ormond – Flattop